# Ossature à bois longs

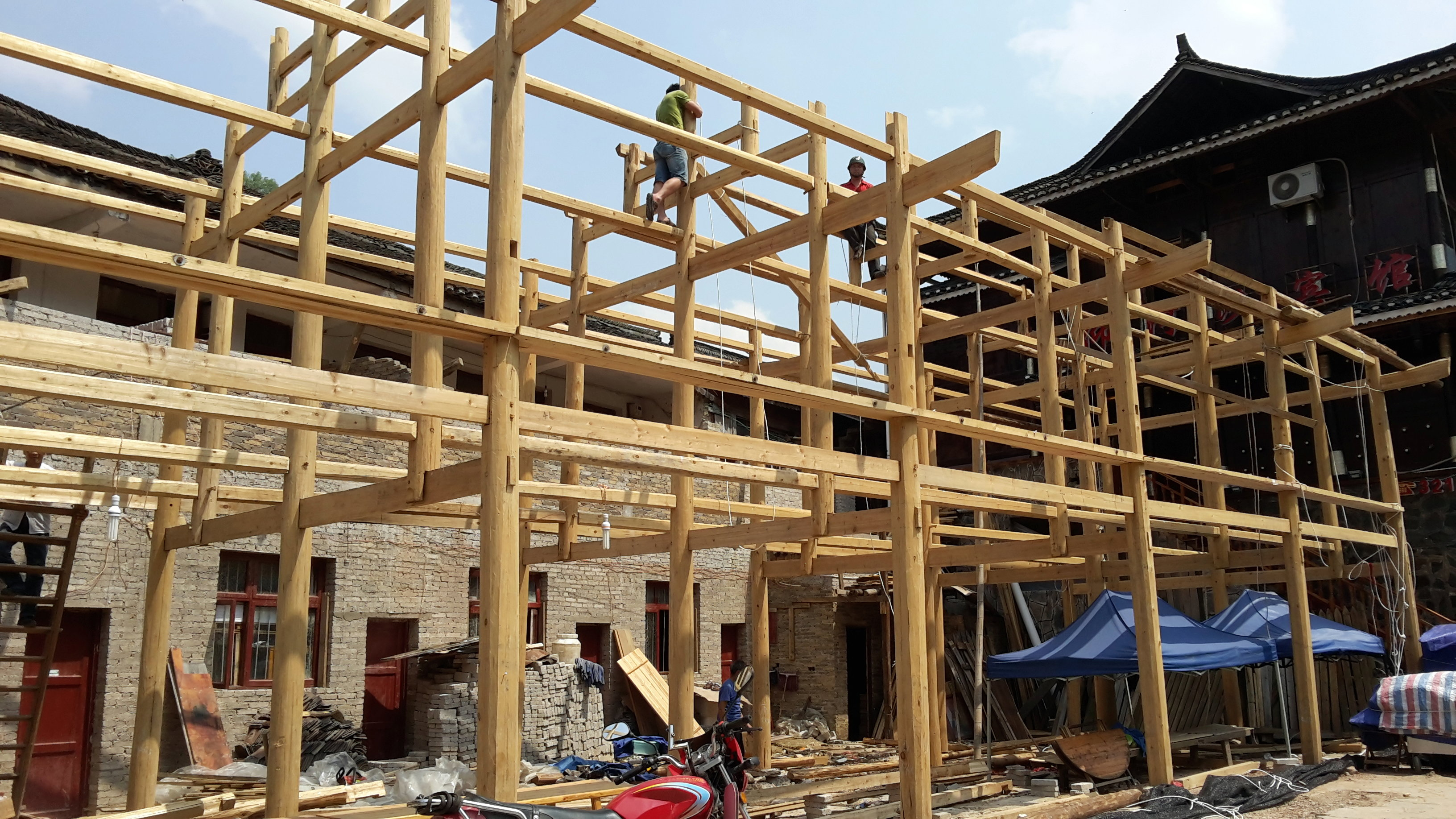
Ossature à bois longs des maisons des Miaos de la province de Guizhou en Chine

Les maisons à colombage à bois longs est une technique de construction à ossature bois. On en retrouve un peu partout autour du monde.

## Différents types
Dans le cas de maison à colombage (du latin « columna », colonne), la structure est constituée de pans de bois dont les vides sont comblés par une maçonnerie légère ou du torchis. Elle nécessite une main-d’œuvre hautement qualifiée : le charpentier.
En Europe, on trouve également une ossature à bois longs dans la maison à Gulf en Frise orientale, région historique d'Allemagne occidentale et des Pays-Bas. La différence notable dans ce type de maison rurale est que l'ossature est à l'intérieur de la ferme; l'espace de stockage jusqu'au faîte du toit est justement nommé « Gulf ».
Les premières maisons à colombage ont été construites par la méthode des bois longs. Des quartiers entiers de grandes villes ont été bâtis suivant ce principe, comme le Quartier latin, les Halles, le Marais pour Paris…
En Asie, on en trouve notamment dans les constructions du Sud-Ouest de la Chine, chez les Miao (ou Hmong), faites de longues poutres emboîtées. Chez les Dai, maisons sur pilotis permettant de résister à la mousson et aux tremblements de terre et tressées[réf. nécessaire].

## Historique
La construction à ossature bois par la méthode des bois longs est la technique de colombage la plus ancienne. Elle fut employée du XIIe siècle jusqu’au milieu du XVIe siècle. La technique à bois longs a trouvé son apogée en Norvège au XIIe siècle dans les églises en bois debout (stavkirke). Cette technique de fabrication sera abandonnée, car les bois de grande longueur et de forte section deviennent rares dès le XIIIe siècle.

## Principe
La construction à colombage est à bois longs lorsque les montants de structure sont continus du sol à la toiture, contrairement à la construction aux bois courts qui a des poteaux de la hauteur d’un étage. Des bois de forte section (jusqu’à 50 cm de côté) sont utilisés sur deux ou trois niveaux pour la réalisation des poteaux d’angle (poteaux corniers). Ils sont maintenus à chaque hauteur d’étage par une pièce horizontale (sablière). Celle-ci reçoit d’autres poteaux verticaux intermédiaires d’une hauteur d’un niveau (les colombes).

## Points forts
La mise en œuvre des colombages à bois longs permet de préserver notre patrimoine. Les bâtiments anciens sont restaurés en préservant les anciennes techniques de construction.

## Limites
- Difficulté de mettre en œuvre les poteaux d’angle de grande dimension et très lourd, notamment pour les fortes sections.
- Assemblage des longues pièces horizontales (sablières) sur les poteaux d’angle délicat.
- Manœuvre des pièces longues délicates dans les villes où les ruelles sont étroites.
- Construction à encorbellement impossible.